# 시드니 FC
시드니 FC(Sydney FC)는 2004년, 오스트레일리아의 A리그 소속 프로 축구단으로 오스트레일리아 뉴사우스웨일스주 시드니를 연고로 하며 현재 A리그 소속이다.

## 역사
시드니 FC는 2005-06 A리그 챔피언십 결승전에서 센트럴코스트 매리너스를 1-0으로 꺾고 우승했다. 2004-05 오세아니아 클럽 챔피언십에서 우승한 뒤, 2005년 12월 열린 FIFA 클럽 세계 선수권 대회 2005에 참가해, 6팀중 5위를 기록했다. 또한 A리그에서 우승해, AFC 챔피언스리그 2007에 참가하기도 했다. 뒤에 조별 리그 두 번째 경기에선 일본의 거함 우라와 레드 다이아몬즈를 상대로 무승부를 거두기도 했다. 또한 시드니 FC는 2008년, 하와이주에서 열린 태평양 선수권 대회에 오스트레일리아와 A리그의 대표로 참가했었다.
오스트레일리아 내에서, 시드니 FC는 2005년 창립 이후 끊임없이 각 시즌 챔피언십 결승 플레이오프에 꾸준히 진출하였으나 2008-09시즌에는 리그 5위를 기록하며 최종 시리즈 진출에 실패하였다. 창립 이래, 지난 4년간 오스트레일리아에서 성공적인 위업을 남긴 클럽이며, 국제 마케팅에서 A리그의 위신을 높이고 있는 클럽이기도 하다.
2009년 1월, 존 코스미나 감독을 경질하고 5일 후 체코 국적의 비테스라브 라빅카 감독을 선임하였다. 2009-10 시즌 호주 A리그 정규리그 마지막 경기에서 라이벌 멜버른 빅토리를 2-0으로 제치고 정규리그 1위를 차지하였다. 이후 벌어진 2010 A리그 그랜드 파이널에서 멜버른 빅토리와 또다시 격돌하여 승부차기까지 가는 접전 끝에 멜버른을 제압하고 2010 A리그 최종 우승을 차지하였다.
2012-13 시즌을 앞두고는 알레산드로 델 피에로를 영입하며 세계적으로 화제가 되었다. 2013-14 시즌엔 델 피에로를 앞세워 이탈리아 투어를 가지며 유럽에서 투어 경기를 한 최초의 A리그 클럽이 되었다.

## 우승 기록

### 국내 대회

#### 리그
- A리그 챔피언십

● 우승 (2): 2006, 2010
● 준우승 (1): 2015
- A리그 프리미어십

● 우승 (1): 2009-10
● 준우승 (2): 2005-06, 2014-15

#### 컵
- FFA컵

● 준우승 (1): 2016

### 국제 대회

#### 오세아니아 대회
- OFC 챔피언스리그

● 우승 (1): 2005

## 연도별 성적
| 시즌    | 팀 수 | 프리시즌컵 | 프리미어십 순위 | 최종 진출 | 최종 순위 | ACL 출전권         | ACL 성적       |
| ------- | ----- | ---------- | --------------- | --------- | --------- | ------------------ | -------------- |
| 2005-06 | 8     | 공동3위    | 2위             | 진출      | 챔피언    | 2007년 대회에 진출 | -              |
| 2006-07 | 8     | 3위        | 4위             | 진출      | 4위       | 획득 실패          | 조별리그 (2위) |
| 2007-08 | 8     | 7위        | 3위             | 진출      | 4위       | 획득 실패          | 진출 못함      |
| 2008-09 | 8     | 공동5위    | 5위             | 진출 못함 | 5위       | 획득 실패          | 진출 못함      |
| 2009-10 | 10    | -          | 프리미어        | 진출      | 챔피언    | 2011년 대회에 진출 | 진출 못함      |

## 선수 명단

### 현역
참고: FIFA 자격 규정에 따라 소속된 국가대표팀 국기를 표시합니다. 선수는 복수의 FIFA 비회원국 국적을 가지고 있을 수 있습니다.
| 번호 | 포지션 | 국적     | 이름              |
| ---- | ------ | -------- | ----------------- |
| 8    | MF     | 모로코   | 아나스 와힘       |
| 9    | FW     |          | 파트리크 클리말라 |
| 10   | FW     | 잉글랜드 | 조 롤리           |

| 번호 | 포지션 | 국적         | 이름              |
| ---- | ------ | ------------ | ----------------- |
| 31   | FW     | 누벨칼레도니 | 자우슈아 소티리오 |

## 역대 감독
| 감독                | 임기        |
| ------------------- | ----------- |
| 피에르 리트바르스키 | 2005 ~ 2006 |
| 테리 버처           | 2006 ~ 2007 |
| 스티브 코리카(대행) | 2012        |
| 그레이엄 아널드     | 2014 ~ 2018 |
| 스티브 코리카       | 2018 ~ 2023 |
| 우푸크 탈레이       | 2023 ~      |